# چارگوش‌ماهی معمولی
چارگوش‌ماهی معمولی (نام علمی: Dipturus batis) نام یک گونه از تیره چارگوش‌ماهی است.